# A Kongói Köztársaság vasúti közlekedése
A Kongói Köztársaság vasúthálózatának hossza nagyjából 800 km, mely normál nyomtávolságú. Villamosított vonalak nincsenek az országban.
Két fő vasúti vonala van:
- Congo - Océan : ez Pointe-Noire és Brazzaville között húzódik (egyvágányos közlekedés), 512 km, max. sebesség 40 km/h.
- Comilog : a fenti vonalból Mont Belo-nál elágazik északi irányba, végpontja Mbinda (egyvágányos közlekedés), 285 km, max. sebesség 15 km/h.

A Congo - Océan vonalnak Bilinga és Dolisie között két, egymástól távol eső vonala van.

## Vasúti kapcsolata más országokkal
- Kongói Demokratikus Köztársaság - nincs, azonos nyomtávolság: 1067 mm
- Gabon - nincs - eltérő nyomtávolság: 1067 mm / 1435 mm
- Kamerun - nincs - eltérő nyomtávolság: 1067 mm / 1000 mm
- Közép-afrikai Köztársaság - nincs - nincs vasút